# Actaea calzadai
Actaea calzadai es una especie extinta de crustáceo decápodo de la familia Xanthidae que vivió durante el Mioceno en la actual España.